# Phương trình truyền nhiệt
Phương trình nhiệt là một phương trình đạo hàm riêng miêu tả sự biến thiên của nhiệt độ trên một miền cho trước qua thời gian.

## Miêu tả
Giả sử ta có một hàm số u miêu tả nhiệt độ tại bất kì vị trí (x, y, z) nào đó. Hàm số này sẽ thay đổi theo thời gian khi nhiệt truyền đi ra khắp không gian. Phương trình nhiệt được sử dụng để xác định sự thay đổi của hàm số u theo thời gian.
Một trong những tính chất của phương trình nhiệt là định luật maximum nói rằng giá trị lớn nhất của u hoặc là ở thời gian trước đó hoặc là ở cạnh biên của miền đang xét. Điều này đại khái nói rằng nhiệt độ hoặc nhiệt độ đến từ một nguồn nào đó hoặc là từ thời gian trước đó chứ không được tạo ra từ không có gì cả. Đây là một tính chất của phương trình vi phân parabolic và không khó chứng minh.
Một tính chất khác nữa là ngay cả nếu như u không liên tục tại thời gian khởi đầu t = t0, thì nhiệt độ sẽ ngay lập tức trơn ngay tức khắc sau đó cho các giá trị t > t0. Chẳng hạn, nếu một thanh kim loại có nhiệt độ 0 và một thanh khác có nhiệt độ 100 và được gắn với nhau đầu này với đầu kia, thì ngay lập tức nhiệt độ tại điểm nối là 50 và đồ thị của nhiệt độ chạy trơn từ 0 đến 100. Về mặt vật lý điều này là không thể được, vì như vậy là thông tin được truyền đi với vận tốc vô hạn, sẽ phá vỡ luật nhân quả. Đây là một tính chất của phương trình nhiệt hơn là bản thân của sự truyền nhiệt. Tuy nhiên, cho nhiều mục đích thực tế, sự khác nhau là có thể bỏ qua.
Phương trình nhiệt được sử dụng trong xác suất và để diễn tả bước ngẫu nhiên (random walks). Nó cũng được áp dụng trong toán tài chính vì lý do này.

## Bài toán vật lý và phương trình

Biểu diễn đồ họa cho nghiệm của một phương trình nhiệt 1D. (Xem phiên bản hoạt hình)

Trong trường hợp đặc biệt khi nhiệt truyền đi trong một vật liệu đẳng hướng và đồng nhất trong không gian 3-chiều, phương trình này là
{\displaystyle {\partial u \over \partial t}=k\left({\partial ^{2}u \over \partial x^{2}}+{\partial ^{2}u \over \partial y^{2}}+{\partial ^{2}u \over \partial z^{2}}\right)=k(u_{xx}+u_{yy}+u_{zz})\quad }
với:
- {\displaystyle u=u(t,x,y,z)\,\!} là nhiệt độ như là một hàm số theo thời gian và không gian;
- {\displaystyle {\frac {\partial u}{\partial t}}} là mức độ thay đổi của nhiệt độ tại một điểm nào đó theo thời gian;
- {\displaystyle u_{xx}\,\!}, {\displaystyle u_{yy}\,\!}, and {\displaystyle u_{zz}\,\!} là đạo hàm bậc 2 (lưu chuyển nhiệt) của nhiệt độ theo hướng x, y, và z, theo thứ tự.
- k là một hệ số phụ thuộc vào vật liệu phụ thuộc vào độ dẫn nhiệt, mật độ và dung tích nhiệt.

Phương trình nhiệt là hệ quả của định luật Fourier cho dẫn nhiệt.
Nếu môi trường truyền đi không phải là toàn bộ không gian, để giải phương trình nhiệt chúng ta cần phải xác định các điều kiện biên cho hàm số u. Để xác định tính duy nhất của các nghiệm trong toàn bộ không gian chúng ta cần phải giả thiết một chặn trên với dạng hàm mũ, điều này là hợp với các quan sát từ thí nghiệm.
Nghiệm của phương trình nhiệt được đặc trưng bởi sự tiêu tán dần của nhiệt độ ban đầu do một dòng nhiệt truyền từ vùng ấm hơn sang vùng lạnh hơn của một vật thể. Một cách tổng quát, nhiều trạng thái khác nhau và nhiều điều kiện ban đầu khác nhau sẽ đi đến cùng một trạng thái cân bằng. Do đó, để lần ngược từ nghiệm và kết luận điều gì đó về thời gian sớm hơn hay các điều kiện ban đầu từ điều kiện nhiệt hiện thời là hết sức không chính xác ngoài trừ trong một khoảng thời gian rất ngắn.
Phương trình nhiệt là một ví dụ phổ biến của phương trình vi phân parabolic.
Sử dụng toán tử Laplace, phương trình nhiệt có thể tổng quát thành
{\displaystyle u_{t}=k\Delta u,\quad \,\!}
với toán tử Laplace được lấy theo biến không gian.
Phương trình nhiệt miêu tả sự tiêu tán nhiệt, cũng như nhiều quá trình tiêu tán khác, như là tiêu tán hạt hoặc là sự lan truyền của thế năng phản ứng trong tế bào thần kinh. Mặc dù không có bản chất tiêu tán, một số bài toán trong cơ học lượng tử cũng được miêu tả bằng một phương trình tương tự như là phương trình nhiệt. Nó cũng có thể được sử dụng để mô phỏng các hiện tượng xảy ra trong tài chính, như là Black-Scholes hay là các quá trình Ornstein-Uhlenbeck. Phương trình này, và các phương trình phi tuyến tương tự khác, được sử dụng trong phân tích ảnh.
Phương trình nhiệt, về mặt kỹ thuật, là vi phạm thuyết tương đối hẹp, bởi vì nghiệm của nó đã lan truyền nhiễu loạn đi tức khắc.

## Giải phương trình nhiệt bằngchuỗi Fourier

Thí nghiệm lý tưởng về sự truyền nhiệt trong một thanh trụ dài với điều kiện biên đồng nhất.

Kỹ thuật tìm nghiệm của phương trình sau đây đã được đưa ra bởi Joseph Fourier trong luận văn Théorie analytique de la chaleur của ông, xuất bản năm 1822. Giả sử chúng ta xét phương trình nhiệt trong không gian 1 chiều. Phương trình này có thể dùng để miêu tả sự lan truyền nhiệt trong một thanh dài. Phương trình được viết dưới dạng
{\displaystyle (1)\ u_{t}=ku_{xx}\quad }
với u = u(t, x) là một hàm số của 2 biến t và x. Ở đây 
- x là biến không gian, do vậy x ∈ [0,L], với L là chiều dài của thanh.
- t là biến thời gian, do đó t ≥ 0.

Chúng ta giả sử điều kiện ban đầu là
{\displaystyle (2)\ u(0,x)=f(x)\quad \forall x\in [0,L]\quad }
với hàm số f được cho trước và các điều kiện biên là
{\displaystyle (3)\ u(t,0)=0=u(t,L)\quad \forall t>0\quad }.
Giả sử chúng ta tìm nghiệm của (1) không phải là hàm số zero và thỏa mãn các điều kiện biên (3) nhưng với thêm một tính chất sau: u là một tích mà sự phụ thuộc của u lên x, t là phân tách được, nghĩa là:
{\displaystyle (4)\ u(t,x)=X(x)T(t).\quad }
Kỹ thuật tìm nghiệm này được gọi là phương pháp tách biến. Thay thế u vào phương trình (1),
{\displaystyle {\frac {T'(t)}{kT(t)}}={\frac {X''(x)}{X(x)}}.\quad }
Bởi vì vế phải phụ thuộc vào x và vế trái chỉ phụ thuộc vào t, cả hai về phải bằng một hằng số  − λ nào đó. Do vậy:
{\displaystyle (5)\ T'(t)=-\lambda kT(t)\quad }
và
{\displaystyle (6)\ X''(x)=-\lambda X(x).\quad }
Chúng ta sẽ chỉ ra rằng các nghiệm của (6) cho các giá trị khác nhau của λ ≤ 0 là không thể xảy ra:
1. Giả sử rằng λ < 0. Sẽ có 2 số thực B, C  sao cho

{\displaystyle X(x)=Be^{{\sqrt {-\lambda }}\,x}+Ce^{-{\sqrt {-\lambda }}\,x}.}
Từ (3) chúng ta có
{\displaystyle X(0)=0=X(L).\quad }
và do đó  B = 0 = C dẫn đến u hoàn toàn bằng  0.
2. Giả sử λ = 0.  Sẽ có các số thực B, C  sao cho

{\displaystyle X(x)=Bx+C.\quad }
Từ phương trình (3) ta kết luận cũng giống như trường hợp 1 là u bằng 0 mọi nơi.
3. Do đó, ta phải có λ > 0. Có các số thực A, B, C  sao cho
{\displaystyle T(t)=Ae^{-\lambda kt}\quad }
và
{\displaystyle X(x)=B\sin({\sqrt {\lambda }}\,x)+C\cos({\sqrt {\lambda }}\,x).}
Từ (3) ta có C = 0 và do đó với một số tự nhiên dương n,
{\displaystyle {\sqrt {\lambda }}=n{\frac {\pi }{L}}.}

Nghiệm này giải phương trình nhiệt trong trường hợp đặc biệt khi sự phụ thuộc vào u có dạng đặc biệt (4).
Một cách tổng quát, tổng các lời giải của (1) thỏa mãn điều kiện biên (3) cũng thỏa mãn (1) và (3). Ta có thể chỉ ra rằng nghiệm của (1), (2) và (3) có dạng
{\displaystyle u(t,x)=\sum _{n=1}^{+\infty }D_{n}\left(\sin {\frac {n\pi x}{L}}\right)e^{-{\frac {n^{2}\pi ^{2}kt}{L^{2}}}}}
với
{\displaystyle D_{n}={\frac {2}{L}}\int _{0}^{L}f(x)\sin {\frac {n\pi x}{L}}\,dx.}